# Barczel świerkowy
Barczel świerkowy (Gastrodes abietum) – gatunek pluskwiaka z podrzędu różnoskrzydłych i rodziny brudźcowatych.

## Taksonomia
Gatunek ten został opisany po raz pierwszy w 1914 roku przez Ernsta Evalda Bergrotha. 

## Morfologia
Pluskwiak o spłaszczonym, stosunkowo szerokim, owalnym w obrysie ciele długości od 5,9 do 7,2 mm. Jego oskórek ma lekko połyskującą powierzchnię. Czarna, trójkątna w zarysie głowa jest stosunkowo małych wymiarów. Półkuliste oczy złożone są brunatnie ubarwione. Czarne lub brunatne czułki wyróżniają się od tych u barczela sosnowego niewystającym poza przedni brzeg głowy członem pierwszym. Przedplecze jest dwubarwne: część tylna i krawędzie boczne części przedniej są ubarwione jasno, natomiast pozostała część przedplecza jest czarna. Punktowanie przedplecza jest słabe, na części czarnej niemal zanikłe. Śródtułów ma czarną tarczkę i jasnobrązowe półpokrywy, jaśniejsze niż u barczela sosnowego.

## Ekologia
Gatunek fitofagiczny, żerujący na świerkach. Osobniki dorosłe odżywiają się nasionami, a larwy oprócz nasion ssą także igły roślin żywicielskich. Za dnia owady te kryją się głównie wewnątrz szyszek, opuszczając je nocą; rzadziej spotykane są pod odstającą korą. Osobniki dorosłe, a niekiedy także larwy zimują wewnątrz szyszek, nie opuszczając ich nawet po opadnięciu. Rozród ma miejsce wiosną. Samice składają w maju jaja wewnątrz starych szyszek. Osobniki dorosłe nowego pokolenia pojawiają się w lipcu lub sierpniu, rzadko wcześniej.

## Występowanie
Owad palearktyczny, znany z niemal całej Europy, od północnych części rejonu śródziemnomorskiego po północne koło podbiegunowe. Dalej na wschód sięga Syberii. W Europie Środkowej jest gatunkiem  nierzadkim, a miejscami częstym.